# الأزرق الجنوبي (الزرقاء)
الأزرق الجنوبي منطقة سكنية تقع في لواء قصبة الزرقاء، محافظة الزرقاء في الأردن. تنتمي المنطقة لقضاء الأزرق الذي يضم 6 مناطق. يقدر عدد سكانها بـ 5866 نسمة حسب إحصاء 2015.

## الوصلات الخارجية
- دائرة الاحصاءات العامة